# Universitäts-Herzzentrum Freiburg-Bad Krozingen

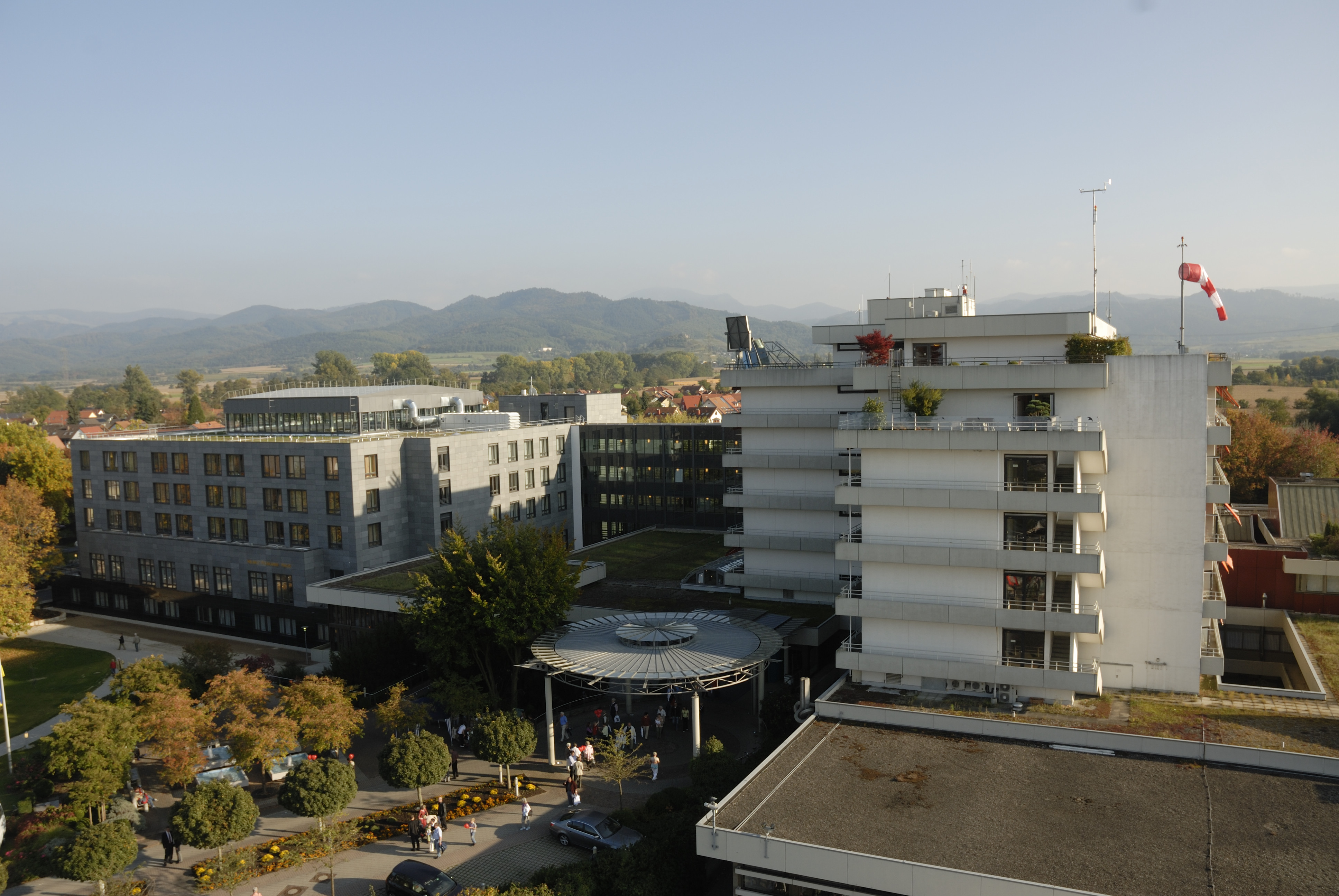
Luftbild Herz-Zentrum Bad Krozingen

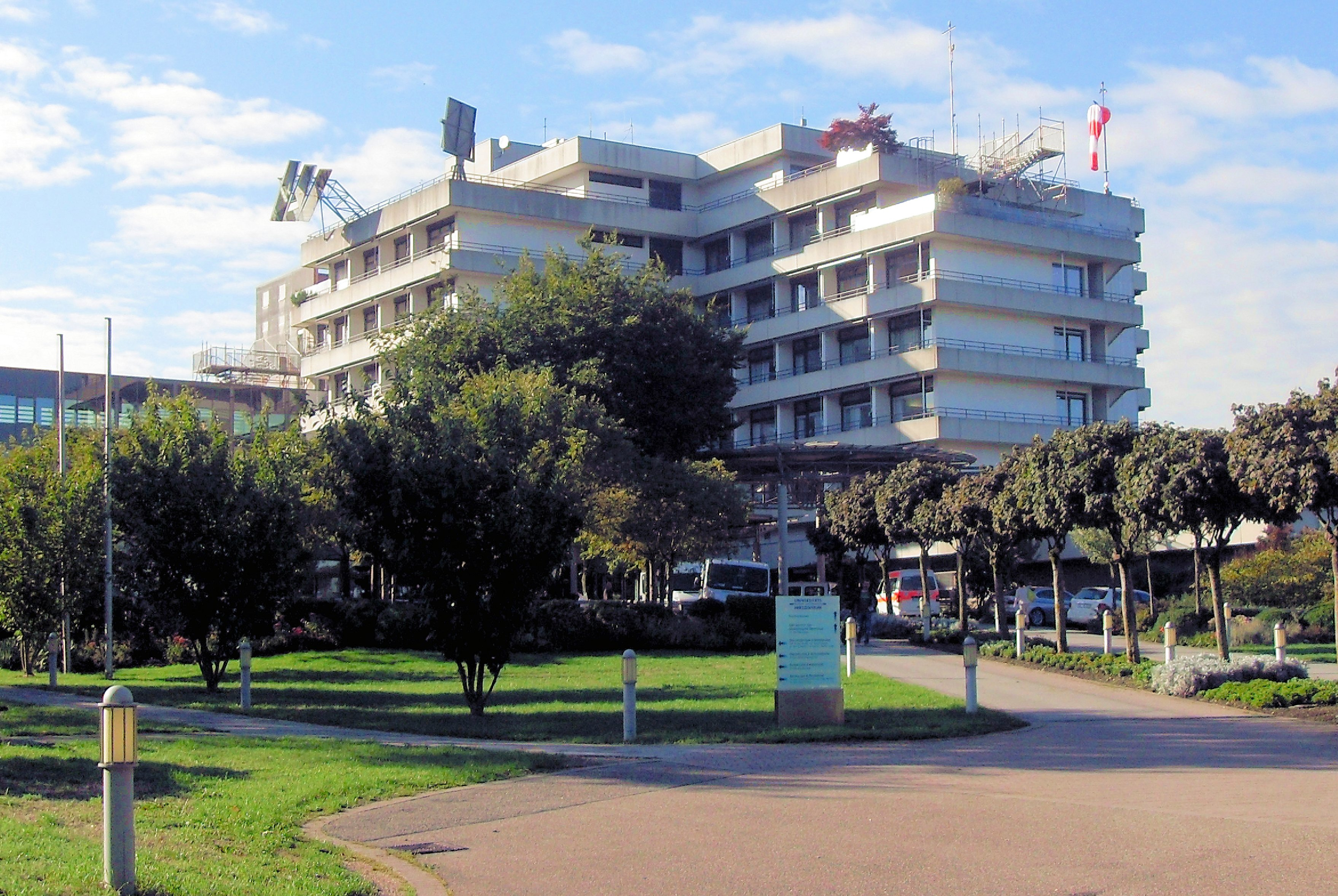
Herz-Zentrum, Eingangsbereich

Das Universitäts-Herzzentrum Freiburg-Bad Krozingen (UHZ) ist eine auf die Behandlung von Herz-Kreislauf-Erkrankungen spezialisierte Klinik mit den Fachgebieten Kardiologie, Herz- und Gefäßchirurgie und Angiologie in Freiburg und Bad Krozingen im Breisgau. Es gehört zu den größten Herzzentren in Deutschland. Das Universitäts-Herzzentrum wird seit April 2021 als Department im Universitätsklinikum Freiburg als kardiovaskuläres Schwerpunktzentrum weiterentwickelt.

## Zahlen und Fakten
Das Universitäts-Herzzentrum Freiburg-Bad Krozingen beschäftigt an seinen zwei Standorten 1700 Mitarbeiter, davon 1142 in Bad Krozingen, und verfügt über 424 Planbetten.
Jährlich erfolgen 22.000 stationäre Behandlungen, die sich über alle kardiovaskulären Bereiche erstrecken.

## Geschichte
Die Universitäts-Herzzentrum Freiburg-Bad Krozingen GmbH wurde am 19. August 2011 gegründet, Gesellschafter waren zu gleichen Teilen das Universitätsklinikum Freiburg und der Verein Benedikt Kreutz Rehabilitationszentrum für Herz- und Kreislaufkranke e. V., Träger des bisherigen Herz-Zentrums Bad Krozingen. Beide Standorte behielten ihre Schwerpunkte bei und ergänzten sich so zu einem der führenden Zentren für Herz-Kreislauf-Erkrankungen. Zum 1. Januar 2021 sollte der Betrieb des Universitäts-Herzzentrums an das Universitätsklinikum Freiburg verpachtet werden, um Umsatzsteuerzahlungen für Leistungen zwischen beiden Einrichtungen in Millionenhöhe zu vermeiden. Weil das UHZ durch die COVID-19-Pandemie in weitere wirtschaftliche Schieflage geriet, einigten sich im Mai 2020 das Land Baden-Württemberg und die beiden Gesellschafter des UHZ auf Rahmenbedingungen für eine bereits seit längerem angedachte  Komplettübernahme durch das Universitätsklinikum. Zum 1. April 2021 wurde der Übergang des Universitäts-Herzzentrum Freiburg – Bad Krozingen (UHZ) zum Universitätsklinikum Freiburg vollzogen, es wird als eigenes Department innerhalb des Universitätsklinikums Freiburg als kardiovaskuläres Schwerpunktzentrum weiterentwickelt.

## Diagnostik, Therapie und Forschung
In den drei Fachgebieten Kardiologie und Angiologie, Herz- und Gefäßchirurgie und Kinderkardiologie werden neben der Behandlung auch neue Methoden zu Diagnostik und Therapie entwickelt und Einflüsse von Umwelt und Lebensweise bei der Entstehung dieser Leiden sowie Möglichkeiten zur Prävention erforscht. Gestärkt wird die Forschungskompetenz durch das Institut für Experimentelle Kardiovaskuläre Medizin (IEKM).

## Anbindung
Der Standort Bad Krozingen ist über den Bürgerbus der Linie 1 mit dem Bahnhof verbunden, der stündlich verkehrt. Unmittelbar vor dem Eingang befindet sich eine Station des Fahrradverleihsystems Frelo.
Der Standort Freiburg ist über die Haltestelle Friedrich-Ebert-Platz der Straßenbahnlinie 2 erreichbar. Dort befindet sich auch eine Frelo-Station.